# 大乗寺 (郡上市)
大乗寺（たいじょうじ）は、岐阜県郡上市八幡町にある日蓮宗の寺院。山号は清水山。旧本山は妙覚寺。

## 概要
天正年間に朝倉氏家臣の清水左衛門尉が小駄良中桐村（現・岐阜県郡上市八幡町初音）に法華堂を創建したのが縁起である。法華堂は後に妙覚寺日乾より日了の名を授かった。
1603年(慶長8年)に、妙覚寺の不受不施の祖日奥上人の弟子、日能が妙覚寺より大乗寺の寺号と本尊の十界曼荼羅を賜り、郡上領主遠藤慶隆から、中世の尾壺山城跡で稲荷社境内地だった現在地に、寺地と諸堂の寄進をうけ日蓮宗明覚寺の末寺として創建する。この地は古来清水の里と呼ばれていたため山号を清水山と号した。
1758年(宝暦8年)に青山幸道が郡上の領主として入封すると、青山氏やその家臣の菩提寺の一つとして保護さたことから青山氏ゆかりの品々が寺宝として伝わる。
大火により諸堂が焼失するが1803年(享和4年)に諸堂を再建し、その当時の鬼子母神堂、鐘楼門が現存する。鐘楼門は郡上市指定の文化財となっている。
寺内には三十番神、七面大明神、鬼子母神、烏枢沙摩明王等が祀られている。このうち三十番神は江戸時代より郡上踊りの七大縁日の一つ、大乗寺三十番神祭で知られている。

## 境内
- 鐘楼門 - 1803年(享和3年)再建。鐘桜山門形式木造2階建入母屋造[2]。郡上市指定文化財。
- 本堂 - 1872年(明治5年)再建。堂内に郡上藩主の遠藤慶隆、金森頼旹、青山幸哉などの位牌がある[1]。
- 鬼子母神堂 - 1803年(享和3年)再建。城下西の方角を守護する鬼子母神を祀る[1]。
- 墓地 - 開山以来歴代住職の墓所、郡上藩主青山幸道四男幸渡と旧藩士の墓所などがある[1]。

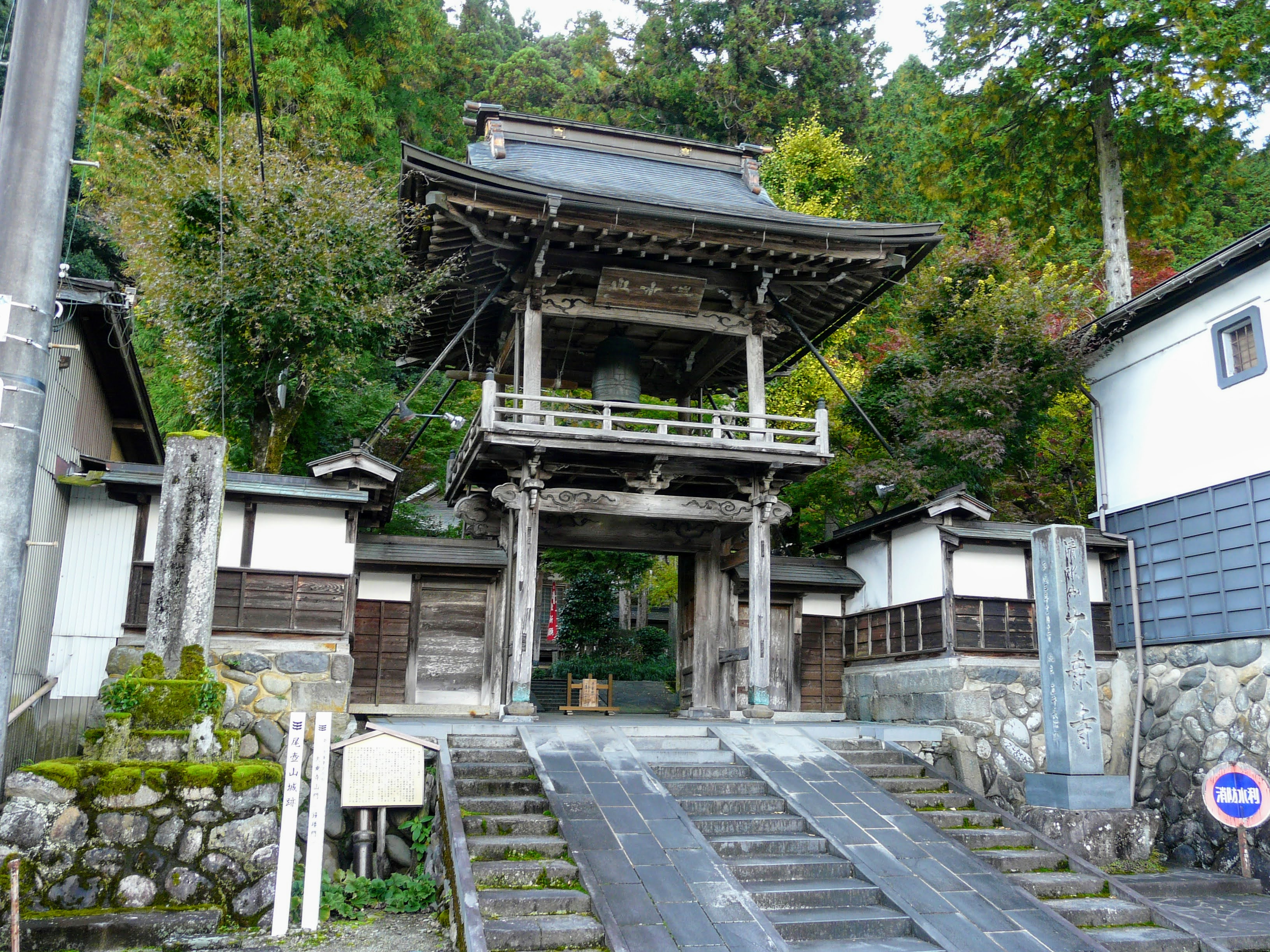
鐘楼門
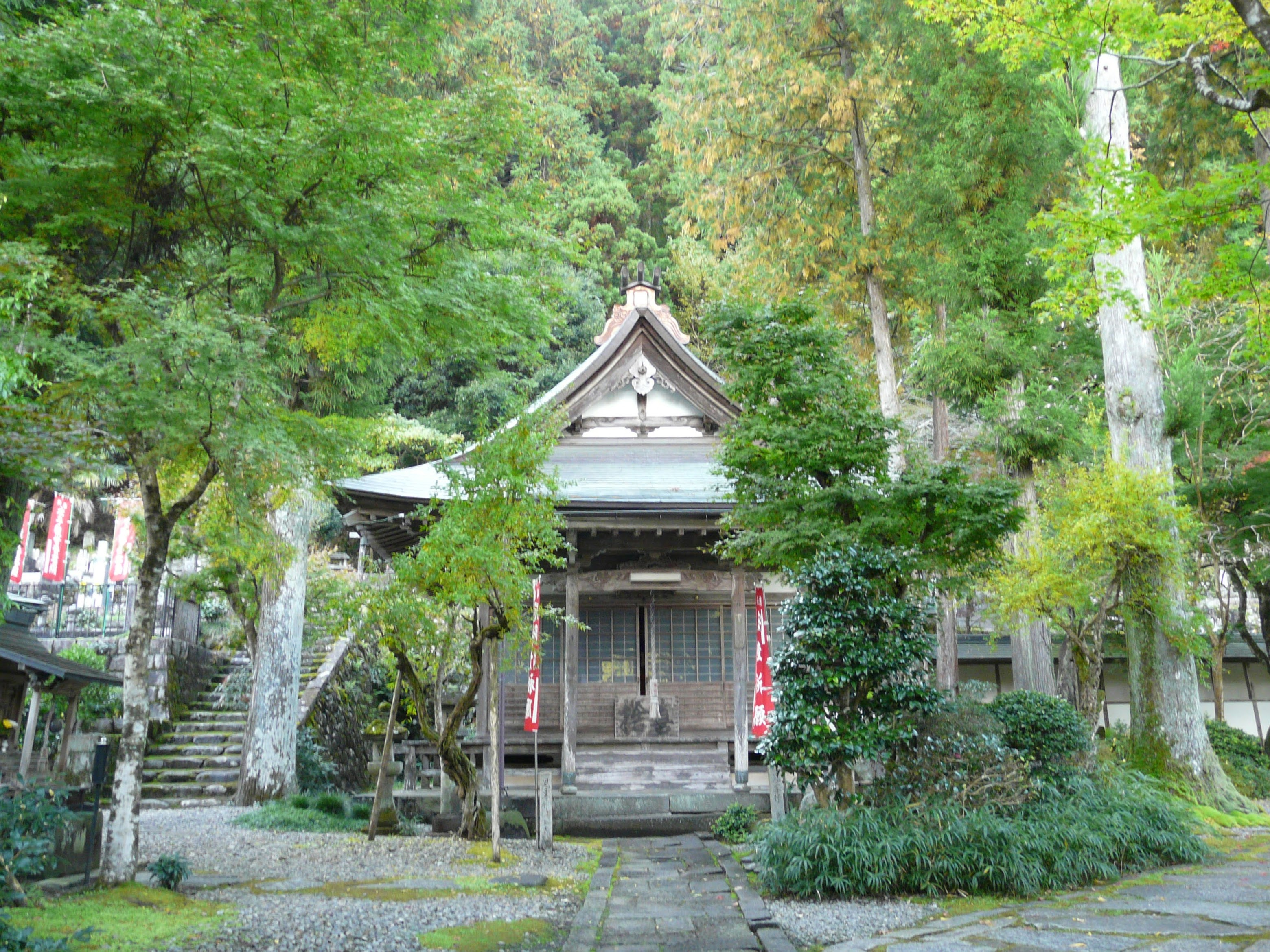
鬼子母神堂

## 文化財
郡上市指定文化財
- 鐘楼門 - 指定名称：大乗寺山門(鐘楼門) - 1988年(昭和63年)11月30日指定[3]。